# Pierre Abbou
Pierre Abbou es un actor francés nacido el 21 de junio de 1951.

## Filmografía
- 2009: Comme les cinq doigts de la main: hombre Boban, gitano
- 2000: Gammer: boxeador
- 1997: K: Oury, agente secreto del el Mossad
- 1992: Après l'amour: danzarín
- 1992: Pour Sacha: oficial israelí
- 1989: L'Union sacrée: terrorista

Televisión
- 2003: Tena, publicidad de difusión internacional de Frédéric Potier, DDB Luis XIV (un boxeador).
- 1994: Navarro (episodio Coup bas): traficante de droga

## Traducción
- Datos: Q3383630